# Bothrolycus ater
Bothrolycus ater is een slang uit de familie Lamprophiidae.

## Naam en indeling
De wetenschappelijke naam van de soort werd voor het eerst voorgesteld door Albert Günther in 1874. Het is de enige soort uit het monotypische geslacht Bothrolycus.

## Verspreiding en habitat
De soort komt voor in delen van Afrika en leeft in de landen Congo-Brazzaville, Congo-Kinshasa, Equatoriaal-Guinea, Gabon en Kameroen. De habitat bestaat uit vochtige tropische en subtropische laaglandbossen. De soort is aangetroffen tot op een hoogte van ongeveer 1500 meter boven zeeniveau.

## Beschermingsstatus
Door de internationale natuurbeschermingsorganisatie IUCN is de beschermingsstatus 'veilig' toegewezen (Least Concern of LC).